# Copa UC Sub-17 de 2013
La Copa UC Sub-17 de 2013 fue la XI edición de la Copa UC Sub-17, torneo de fútbol juvenil organizado por el Club Deportivo Universidad Católica. Comenzó el 11 de enero y terminó el 15 de enero de 2013. Participan ocho equipos en la modalidad Sub-17 y la sede principal del torneo es el Estadio San Carlos de Apoquindo, ubicado en Santiago, Chile. El campeón de esta edición fue Universidad Católica Sub-17, que se impuso a México Sub-17 por 1-0.

## Equipos participantes
| Equipo o selección           | País     |
| ---------------------------- | -------- |
| Paraguay Sub-17              | Paraguay |
| Colombia Sub-17              | Colombia |
| Ecuador Sub-17               | Ecuador  |
| Perú Sub-15                  | Perú     |
| Chile Sub-17                 | Chile    |
| México Sub-17                | México   |
| Universidad Católica Sub-17  | Chile    |
| Chivas de Guadalajara Sub-17 | México   |